# Geisslerova vývěva
Geisslerova vývěva je jednoduchá, ručně poháněná vývěva, používaná při výzkumu ve fyzikálních laboratořích druhé poloviny 19. a začátku 20. století. Je založena na principu spojených nádob, pracovní látkou je v ní rtuť. Vývěva je pojmenována po svém vynálezci, fyzikovi Heinrichu Geisslerovi, který ji sestrojil roku 1855 a dosáhl v té době rekordního vakua 10 Pa (přibližně (1/10 000) běžného atmosférického tlaku). Tato vývěva umožnila vznik mnoha objevů elektrických jevů ve vakuu.
Geisslerova vývěva zahájila další poměrně rychlý vývoj vývěv. Byla překonána roku 1865 Sprengelovou vývěvou, která také využívala rtuť, ale svou konstrukcí umožnila dosáhnout mnohem hlubšího vakua.

## Popis
Základem Geisslerovy vývěvy je dvojice baněk se rtutí. Jedna baňka je připojená pomocí dvojcestného ventilu k aparatuře, z níž se odčerpává vzduch. Baňky jsou vespod spojeny pružnou hadicí. Zvedáním a spouštěním druhé baňky se v první baňce zvyšuje a snižuje hladina rtuti na principu spojených nádob. Hladina rtuti působí jako píst, kterým se odčerpává vzduch. 
Rtuť je použita pro vysokou hustotu, která umožňuje, aby vývěva pracovala už s rozdílem výšek necelý 1 metr. 

## Postup čerpání
1. Druhá baňka se zdvihne do horní polohy, čímž v první baňce stoupne hladina rtuti až je baňka zaplněna rtutí a vzduch z ní vytlačen ven. 
2. Dvojcestným ventilem se spojí prostor nad hladinou první baňky s potrubím k odčerpávanému prostoru. 
3. Druhá baňka se spustí do dolní polohy. Rtuť přetéká do níže položené baňky, hladina v první baňce klesá a nasává vzduch z vyčerpávaného prostoru.
4. Dvojcestným ventilem se první baňka odpojí od vyčerpávaného prostoru a zároveň spojí s okolním prostředím
5. Druhá baňka se zdvihne do horní polohy a tím je vyčerpaný vzduch vytlačen do okolního prostředí.
6. Postup se opakuje až do dosažení požadovaného podtlaku.